# Pentapodus bifasciatus
Pentapodus bifasciatus är en fiskart som först beskrevs av Bleeker, 1848.  Pentapodus bifasciatus ingår i släktet Pentapodus och familjen Nemipteridae. Inga underarter finns listade i Catalogue of Life.